# Рекреация
Рекреа́ция (лат. recreatio «восстановление») — комплекс оздоровительных мероприятий, осуществляемых с целью восстановления нормального самочувствия и работоспособности здорового, но утомлённого человека.

## Термин
Понятие охватывает все виды отдыха — санаторно-курортное лечение, туризм, любительский спорт, рекреационное рыболовство и тому подобные. Восстановление эмоциональных и психологических сил, здоровья и трудоспособности путём отдыха вне жилища: на природе, в туристической поездке и тому подобном.

Специализированными предприятиями для рекреации считаются санатории, профилактории, пансионаты и другие. Понятие стало использоваться в 1960-х годах в физиологической, медицинской, социально-экономической литературе, по проблемам восстановления сил и здоровья рабочих.
В постсоветских странах сформировались крупные районы отдыха, которые можно разделить на несколько групп. Районы, возникшие на основе природных условий и ресурсов: Кавказские Минеральные Воды, Марциальные воды, Черноморское побережье России, Абхазии и Грузии, горные курорты Кавказа, курорты Иссык-Куля, охраняемые природные территории Башкирии, Южный берег Крыма и другие.
Устаревшие значения слова «рекреация» — каникулы; перемена в школе; помещение для отдыха.
Рекреацией также называют открытые помещения вне классных комнат школы , в которой проходят подвижные игры.